# Космічне агентство Великої Британії
Космічне агентство Великої Британії (англ. UK Space Agency; UKSA) — державна космічна служба Великої Британії, заснована 1 квітня 2010 в Суїндоні. Вперше представлена в  конференц-центрі «Королева Єлизавета II» 23 березня 2010 політиками Пітером Мандельсоном, Полом Дрейсон і космонавтом британського походження Тімоті Піком.
На момент створення космічна промисловість Великої Британії оцінювалася в 7 млрд £ і надавала 60 000 робочих місць. В 20-річний план UKSA входить збільшення обсягу до 40 млрд £ і 100 000 робочих місць, а також збільшення частки у світовій промисловості з 6 до 10 %.
UKSA перейняла всі обов'язки, персонал і активи  Британського національного космічного центру.